# Stephanocyathus imperialis
Espèce
Statut CITES
Stephanocyathus imperialis est une espèce de coraux appartenant à la famille des Caryophylliidae.